# 노봉익
노봉익(盧鳳翼, 일본식 이름: 玉浦義明, 1894년 ~ ?)은 일제강점기의 지방행정 관료이다.

## 생애
평안북도 철산군 출신이다. 1914년 8월부터 고향 철산군에서 조선총독부 관리로 근무한 것을 시작으로, 1919년에는 군서기로 승진하여 희천군과 선천군에서 차례로 근무했다.
1925년에 신의주세관 용암포지서에 발령방아 근무했으며, 전매국 신의주출장소를 거쳤다. 1933년에는 총독부 군수로 승진하여 평북 후창군에서 재직했다. 이후 평북 벽동군과 강계군에서 군수를 지냈다. 벽동군수이던 1939년을 기준으로 정7위에 서위되어 있었다.
후창군수로 근무하던 1935년에 총독부가 편찬한 《조선공로자명감》에 이름이 실려 있다. 이 명감에 포함된 조선인 공로자는 총 353명이다. 책자에는 "강한 의지의 소유자"라는 인물평도 실려 있다.
2008년에 민족문제연구소가 친일인명사전 편찬을 위해 공개한 친일인명사전 수록예정자 명단 중 관료 부문에 선정되었다.

## 참고자료
- 노봉익(盧鳳翼) - 국사편찬위원회